# Józef Kowalski
Józef Kowalski (Siedliska, 13 marzo 1911 – Auschwitz, 4 luglio 1942) è stato un presbitero polacco, ucciso nel campo di concentramento di Auschwitz durante la seconda guerra mondiale. Fu beatificato a Varsavia il 13 giugno 1999.

## Biografia
Józef Kowalski nacque nel 1911 nel villaggio di Siedliska, settimo dei nove figli di Wojciech Kowalski e Zofia Borowiec. Membro della Società Salesiana di San Giovanni Bosco, fu ordinato sacerdote il 29 maggio 1938 a Cracovia, assumendo inoltre l'incarico di segretario presso il consiglio ispettoriale dei salesiani. Kowalski e gli altri salesiani si occuparono dell'istruzione e dell'educazione dei giovani anche durante l'occupazione nazista della Polonia. La Gestapo arrestò Kowalski il 23 maggio 1941, insieme ad altri undici salesiani che lavoravano a Cracovia. Furono portati nella prigione di Montelupich e torturati.

### Campo di concentramento di Auschwitz

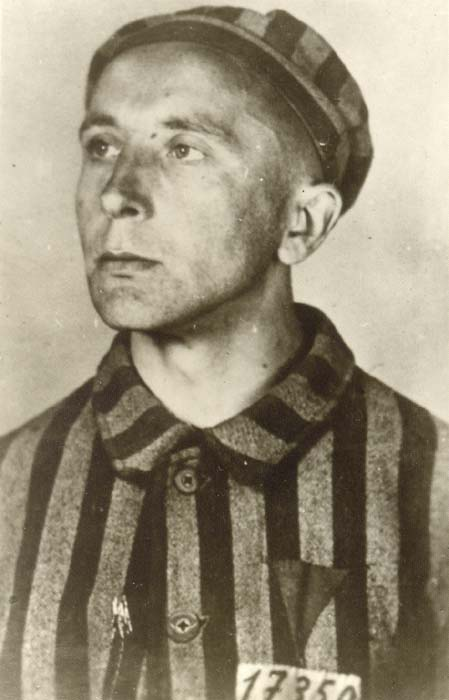
Kowalski prigioniero nel campo di concentramento di Auschwitz.

Kowalski fu deportato al campo di concentramento di Auschwitz il 26 giugno 1941 (numero di matricola 17.350 o 17.950). Era solito impartire l'assoluzione ai condannati a morte e ai suoi compagni di prigionia del blocco 25. Durante un appello, lo Schutzstaffel Gerhard Palitzsch gli ordinò di pestare il suo rosario, ma Kowalski rifiutò, ricevendo come punizione l'aggregazione ad una compagna punitiva.
Nella sua ultima lettera ai genitori, Józef scrisse:
()
Il 3 luglio 1942 fu selvaggiamente picchiato dalle guardie per il fatto di essere un prete. La stessa notte, i suoi oppressori lo trascinarono fuori dalla sua baracca e, dopo averlo picchiato nuovamente, lo annegarono. Il suo cadavere fu rinvenuto il giorno successivo e bruciato nei crematori assieme ad altri. Aveva 31 anni.
Kowalski fu beatificato a Varsavia il 13 giugno 1999, alla presenza del presidente Aleksander Kwaśniewski e di oltre 600.000 persone, da Papa Giovanni Paolo II. Assieme a lui furono beatificati altri 107 martiri polacchi della seconda guerra mondiale. Wojtyła aveva conosciuto personalmente Kowalski prima della guerra, quando questi prestava servizio presso la parrocchia di San Stanislao Kostka a Dębniki, Cracovia.